# Empoasca consecta
Empoasca consecta är en insektsart som beskrevs av Ross 1963. Empoasca consecta ingår i släktet Empoasca och familjen dvärgstritar. Inga underarter finns listade i Catalogue of Life.